# دير غتشين
دير غتشين (بالفارسية: دیر گچین) هو خان تاريخي يعود إلى عصر الساسانيين تم ترميمه في عصر الدولة السلجوقية والدولة الصفوية والقاجاريين، ويقع في مقاطعة قم. كان هذا الخان أحد الوجهات لطريق الحرير.